# Ameln
Ameln ist ein Ortsteil der Gemeinde Titz im Kreis Düren, Nordrhein-Westfalen.

## Lage
Ameln liegt südlich des Hauptortes Titz, westlich von Kalrath, östlich von Spiel und nördlich von Rödingen in der Jülicher Börde.

## Geschichte

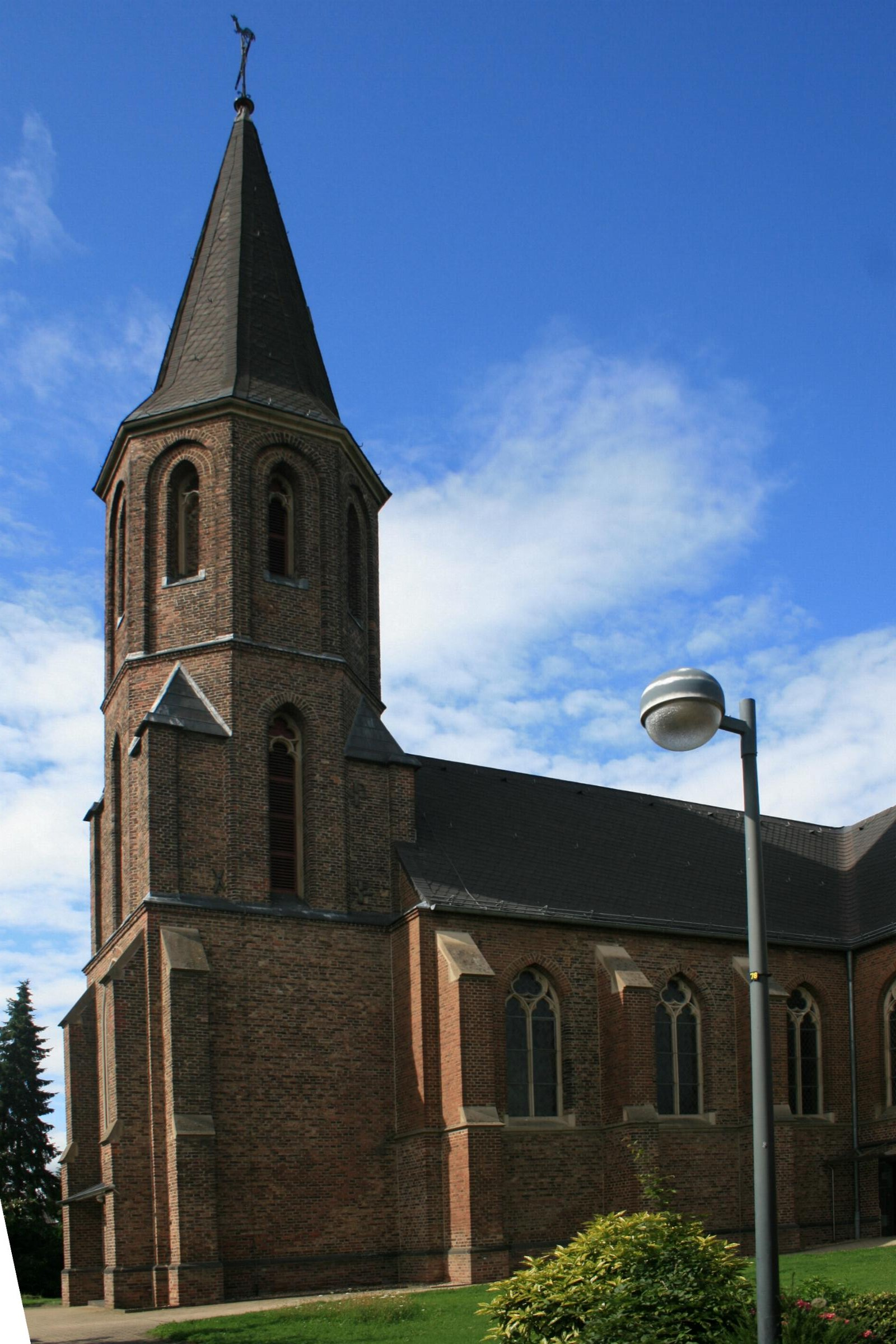
Kath. Pfarrkirche St. Nikolaus

Erstmals urkundlich erwähnt wurde Ameln bereits 1138 in den Annales Rodenses:

„[…] in diesen Tagen schenkte der Godescalcus der Kirche neun Morgen Land bei Amble und diese zahlen neun Denare in Kölner Währung. […]“

Später wurde der Ort bei Verkäufen oder Erbschaftsangelegenheiten im Zusammenhang mit den großen Gütern Schunkenhof, Krichelshof und Kasperhof genannt.

## Wirtschaft
In Ameln gibt es ein mehrere Hektar großes Gewerbegebiet. Größtes Unternehmen im Ort war über Jahrzehnte die 1872 gegründete Zuckerfabrik, die seit 1928 vollständig zur Firma Pfeifer & Langen gehörte. Im Zuge des Konzentrationsprozesses der Zuckerindustrie wurde sie nach der Kampagne 1991 geschlossen. Dort eröffnete die Buir-Bliesheimer Agrargenossenschaft im Jahre 2003 ein Lager.
Im Jahre 2007 wurden weitere Flächen der ehemaligen Zuckerfabrik zum „Energiepark Ameln“ bestimmt. Dort nahm die zum Maschinenring Rheinland-West gehörende ADRW Naturpower GmbH seitdem zwei Biogasanlagen mit einer Gesamtleistung von rund 1,2 MW in Betrieb. Die Prozesswärme der Anlage wird von der seit 2008 tätigen Westpellets GmbH & Co KG in Kraft-Wärme-Kopplung übernommen und zur Produktion hochwertiger Holzpellets verwendet.
Im Ort gab es für mehr als 100 Jahre eine Getreidebrennerei.

## Verkehr

### Straßenverkehr
Ameln ist über ein gut ausgebautes Straßennetz zu erreichen. Die Anschlussstelle Titz der in diesem Bereich 1975 fertiggestellten Autobahn A 44 ist 3 km entfernt, bis zur Anschlussstelle Bedburg der A 61 sind es etwa 8 km.

### Eisenbahn

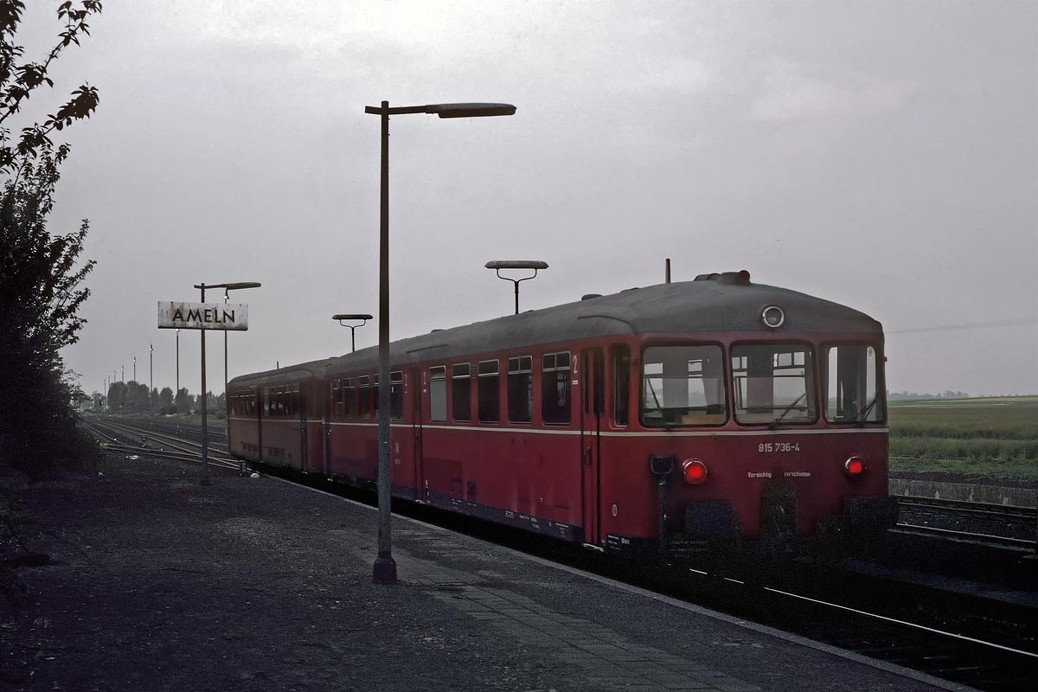
Akkutriebwagen Jülich – Mönchengladbach – Neuss in den umfangreichen Gleisanlagen des Bahnhofs Ameln am 27. Mai 1980, wenige Tage vor Stilllegung der Strecke

1873 band die Bergisch-Märkische Eisenbahn-Gesellschaft mit ihrer Bahnstrecke Mönchengladbach – Hochneukirch – Jülich die Ortschaft Ameln an das damals noch stark wachsende Eisenbahnnetz an. Der zugehörige Bahnhof lag am östlichen Ortsrand nördlich der Bedburger Straße. 1881 wurde die Linie verstaatlicht. 1899 wurde Ameln an die Bahnstrecke Bedburg – Ameln, das „Amelner Johännchen“, angeschlossen. Diese Strecke wurde durch die Bergheimer Kreisbahn erbaut, und zwar als Schmalspurbahn mit getrennten Bahnhofsanlagen westlich des Amelner Staatsbahnhofs – nördlich des Bahnhofs wurde die Staatsbahn auf einer Brücke überquert. 1912/13 erfolgte der Umbau auf Normalspur, die Verstaatlichung und sodann die Integration der Gleisanlagen zu einem großen gemeinsamen Bahnhof ohne Kreuzung der beiden Strecken. Obwohl Ameln kleiner als Titz ist, erlangte der Amelner Bahnhof durch die im Herbst sehr umfangreichen Transporte zur Zuckerfabrik und durch den Abzweig in Richtung Bedburg größere Bedeutung.
Der Personenverkehr nach Bedburg wurde am 17. März 1953 eingestellt, Güterverkehr wurde dort noch bis 1966 betrieben. Auf dem Streckenabschnitt Hochneukirch – Jülich wurde der Personenverkehr am 30. Mai 1980 eingestellt, der Güterverkehr zwischen Ameln und Jülich kurz darauf am 15. Juli 1980. Als schließlich am 1. Juni 1984 auch der Güterverkehr zwischen Ameln und Hochneukirch aufgegeben wurde, endete das Eisenbahnzeitalter für Ameln. Nach der Stilllegung wurde das Empfangsgebäude abgerissen.

### Busverkehr
Den ÖPNV stellt heute Rurtalbus mit der AVV-Linie 284 Jülich – Jackerath und einem Anrufsammeltaxi sicher. An Schultagen verkehren zudem die Linien 270 und 274.
| Linie | Verlauf |
| ----- | --- |
| 270   | (Jülich Schulzentrum –) Walramplatz – (Neues Rathaus →) Jülich Bf/ZOB – Krankenhaus – Lich-Steinstraß – Solar Campus – Pattern – Mersch – Sevenich – Spiel – Hasselsweiler – Titz |
| 274   | (Verstärkerfahrten) Barmen Haus Overbach – Aldenhoven / Jülich / Linnich / Titz |
| 284   | (Jülich Schulzentrum – Walramplatz – Neues Rathaus →) Jülich Bf/ZOB – Stetternich – Welldorf – Güsten – Höllen – Rödingen – Kalrath – Ameln – Titz – (Opherten – Mündt –) Jackerath |
| AST   | AnrufSammelTaxi: Mo–Fr abends, Sa nachmittags/abends, So Jülich Bf/ZOB – Jülich Innenstadt – Lich-Steinstraß / Stetternich – Pattern / Welldorf – Mersch / Serrest / Güsten – Hompesch / Sevenich / Höllen – Müntz / Spiel / Rödingen / Bettenhoven – Ameln / Hasselsweiler / Ralshoven – Gevelsdorf / Kalrath – Titz – Mündt / Opherten – Jackerath |

Die Linie nach Jackerath wurde als Bahnbus-Linie bereits in den 1950er-Jahren als Ersatz für einzelne gestrichene Züge eingerichtet und führte bis 1994 über Jackerath hinaus weiter zum Bahnhof Hochneukirch, wo Anschluss an die Züge der Strecke Köln – Mönchengladbach bestand. 1989 wurde der Sonntagsbetrieb auf dieser Linie eingestellt. Bis zum 31. Dezember 2019 wurde die Linie vom BVR Busverkehr Rheinland bedient.

## Sehenswürdigkeiten
- Die Pfarrkirche ist St. Nikolaus geweiht.

## Persönlichkeiten
- Severin Rüttgers (1876–1938), Pädagoge und Schriftsteller, geboren in Ameln

## Sonstiges

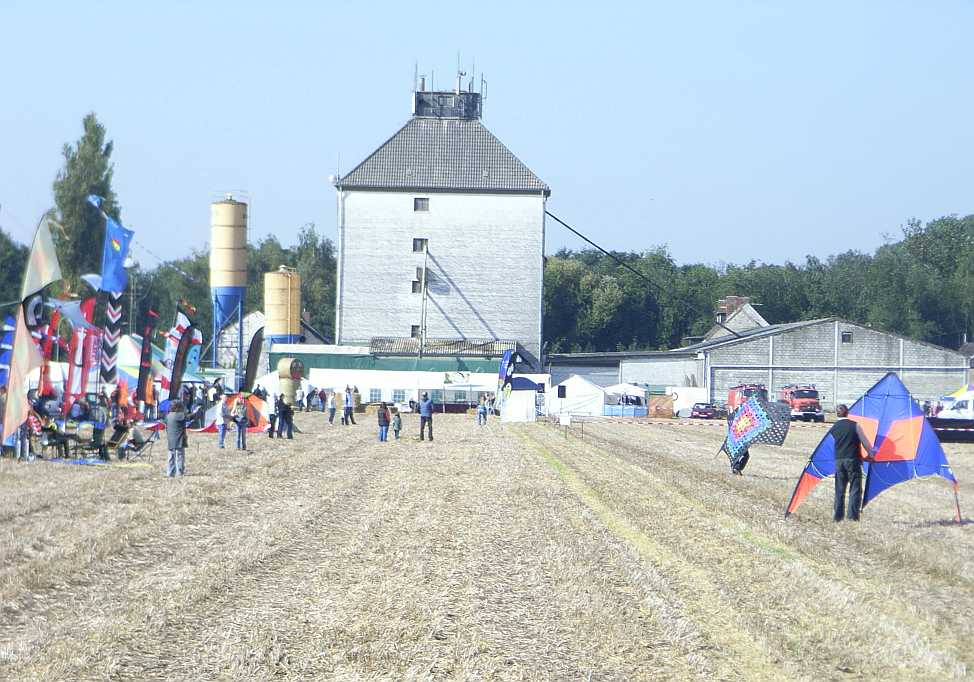
Drachenfest in Ameln

- Lange Zeit war Ameln den Drachenfliegern durch das Familiendrachenfest bekannt. Veranstalter war der DC Grisu, der sich im Jahr 2013 nach 25 Jahren auflöste.